# Theodor von Schön
Pour les articles homonymes, voir Schon.
Heinrich Theodor von Schön, usuellement Theodor von Schön (né le 20 janvier 1773 à Schreitlauken (de), et mort le 23 juillet 1856 à Königsberg), est un homme d'État prussien qui est haut président de la province de Prusse-Orientale. En tant que collaborateur du baron vom Stein, Theodor von Schön a joué un grand rôle dans le travail de réforme en Prusse après 1806.

## Biographie

### Origines et famille
Theodor von Schön est le troisième des six enfants d'une famille d'intendant de domaine. Sa mère s'appelle Johanna née Dallmer à Plicken (de) proche de Memel meurt le 22 octobre 1815 à Obstainen. Son père, Johann Theodor von Schön (1744–1796) est conseiller municipal à Schreitlaucken. Son grand-père Gottfried Theodor von Schön (1704–1770) était déjà intendant du domaine de Schreitlaucken. Parmi ses aïeuls illustres, on compte Johannes Schön tombé sous les coups de l'Ordre Teutonique en 1362 lors du siège de Kaunas, ou Hans Schön mort durant la bataille de Grunwald.
Il se marie en 1802 à Lydia von Auerswald (1785–1807), la fille du juge Hans Jakob von Auerswald habitant à Marienwerder. Lydia est emportée par le typhus en 1807. Theodor von Schön se remarie en 1808 à Amalie von Langenau.
Quatre fils et quatre filles sont issus de ce mariage, dont :
- Malvine (née le 21 juin 1810 et morte le 4 janvier 1852)
- Alexander Bernhard Theodor (né le 28 décembre 1819 et mort le 25 février 1884) marié avec Ida Beatrice von Seebach (de) (née le 2 mars 1821 et morte le 29 janvier 1915)
- Herrmann (né le 24 août 1821 et mort le 10 avril 1900), colonel prussien marié en 1853 avec Charlotte von Knobelsdorff (née le 4 décembre 1831 et morte le 15 décembre 1901), de la maison Popschütz
- Lydia Wilhelmine (née le 27 décembre 1812 et morte le 22 mars 1861) mariée avec Kurt von Bardeleben (1796-1854), homme politique prussien
- Johanna Auguste (née le 12 mars 1815 et morte le 26 avril 1892) mariée avec Siegfried von Brünneck-Bellschwitz (1814-1871), administrateur de l'arrondissement de Rosenberg-en-Prusse-Occidentale
- Anna (née le 11 février 1817 et morte le 9 avril 1902) mariée avec le baron Hugo von Esebeck (de) (1818-1880), fils du général Karl August von Esebeck

### Jeunesse et études
Il passe les seize premières années de sa vie à Schreitlaucken. Il est éduqué par des précepteurs. En 1788, il entre à la faculté de droit de l'université de Königsberg. Il y étudie également la philosophie auprès d'Immanuel Kant, qui est un ami de son père. Il décide ensuite d'étudier la science de l'administration. Il fait un stage de 1792 à 1793 dans l'administration du domaine de Tapiau.
Il entre ensuite dans le service public prussien à Königsberg et travaille pour la chambre des domaines et de la guerre. Il devient également franc-maçon dans la loge locale. En 1795, il devient magistrat débutant au tribunal de Berlin. Il y passe l'examen d'État en 1796.

### Carrière politique

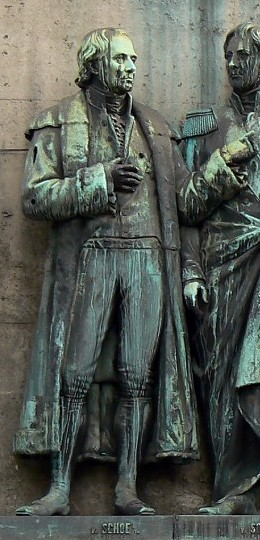
Theodor von Schön sur le Heumarkt à Cologne

En 1796, Theodor von Schön visite l'Allemagne. Il se rend ensuite en Angleterre et en Écosse en 1798. Ces voyages le marquent fortement, il dit ainsi « C'est en Angleterre que j'ai été pour la première fois un homme d'État ». À son retour en Allemagne, il entre à la chambre des domaines et de la guerre de Białystok. Cette ville a appartenu durant des siècles au grand-duché de Lituanie et n'est devenue prussienne que lors du dernier partage de la Pologne. En 1802, il est promu au conseil des finances secret du directoire général à Berlin. En 1806, après la défaite contre Napoléon, il suit la cour royale à Königsberg. Il écrit un rapport, qui est incorporé ensuite à la loi mettant fin au servage présentée en 1807 par le baron vom Stein. Le testament politique de ce dernier est également à mettre au compte de Schön. Après la démission de Stein, Schön entre dans le nouveau gouvernement en tant que directeur du département de l'économie d'État. Il quitte cependant son poste après la défaite prussienne face à Napoléon et rejoint les partisans des réformes. Celles-ci, à la fois sociales et administratives, doivent permettre à l'État de surmonter la défaite.
Il retourne à Königsberg en 1809 et dirige le district de Gumbinnen, poste qu'il occupe jusqu'en 1816 à deux interruptions près. En 1813, peu après la signature de la convention de Tauroggen, alors que des troupes russes entrent dans la province de Prusse et menacent d'en occuper sa partie Est, Schön demande à Stein de rappeler le général Filippo Paulucci. Le 15 mai 1813, Schön est nommé gouverneur général de la région allant de la Vistule à la frontière russe. Il devient également membre du conseil d'administration des provinces occupées par les alliés dans la région. En mai, il retrouve son poste au district de Gumbinnen.
En 1816, le roi Frédéric-Guillaume III le fait haut président de la province de Prusse-Occidentale qui a pour capitale Dantzig. Cette province est fusionnée en 1824 avec la province de Prusse et Schön dirigeant l'ensemble. À Dantzig, il se lie d'amitié à Joseph von Eichendorff. À Berlin, Karl Rosenkranz devient un de ses interlocuteurs réguliers.
Lors de la succession au trône en 1840, la province de Prusse est la première à évoquer la nécessité d'une constitution. Schön soutient cette position en publiant avec l'aide de Georg Fein, tout d'abord à titre privé, les mémoires à tendance libérale Woher und wohin?, de où et vers où?. Cet ouvrage attire beaucoup l'attention. Schön est nommé ministre tout en conservant son poste de haut président et déménage à Berlin. Ses opinions libérales et philosophiques sont si peu en accord avec celle de Frédéric-Guillaume IV qu'il quitte le service public en 1842.
En 1848, il préside la première séance de l'assemblée nationale prussienne en tant que doyen et symbole des réformes prussiennes.
Il prend ensuite sa retraite. Pour son soixante-dixième anniversaire, ses admirateurs font ériger un obélisque à côté de l'académie des arts de Königsberg. Le roi le nomme à titre honorifique burgrave de Marienbourg, qui commence alors à être restauré. Schön vit alors sur son domaine de Preußisch-Arnau près de Königsberg dont il a fait l'acquisition en 1827. Il y meurt le 23 juillet 1856.
En 1907, un monument commémorant l'édit d'octobre de 1807 et le séjour de Frédéric-Guillaume III et de son épouse la reine Louise est inauguré à Memel. Theodor von Schön est l'une des huit personnalités ornant de leur buste l'édifice.
On a longtemps ignoré le lieu où repose sa dépouille. En effet, sa femme et sa fille sont enterrées sous une stèle dans un endroit inconnu. En 1993, un inventaire de la crypte de l'église Sainte Catherine à Arnau permet de découvrir la tombe familiale. Après ce travail d'archéologie, les restes de Theodor von Schön sont remis à leur place initiale. Un bloc de granite avec une inscription en allemand et en russe est réalisé afin de fermer la tombe.

### Theodor von Schön et le lituanien
Theodor von Schön crée la première bibliothèque publique de la région de Gumbinnen et soutient la création du premier journal régional Intelligenzblatt für Litthauen, le journal pour la Lituanie. Le dictionnaire de la langue lituanienne de Georg Heinrich Ferdinand Nesselmann publié en 1851 lui est dédié. En 1811, l'école pour instituteurs à Karalene bei Insterburg est fondée. Des cours de langue lituanienne y sont proposés jusqu'en 1882. La défense de la culture lituanienne par Schön lui vaut des critiques. La conservation des séminaires lituaniens et polonais à l'université de Königsberg après la réforme de l'éducation en 1809 suscite des réactions similaires.
Après le départ de Schön, des tentatives ont immédiatement lieu afin d'arrêter l'apprentissage du lituanien dans les écoles. Par ailleurs, Von Schön parvient à imposer la nomination du professeur Eduard Gisevius au lycée de Tilsit contre l'avis de l'inspecteur des écoles. Eduard Gisevius y enseigne le lituanien et s'engage rapidement pour la défense de cette langue dans les écoles. Lorsqu'un interdit est promulgué contre le lituanien dans les écoles, il envoie une requête au roi pour protester et obtient gain de cause. Ce n'est qu'en 1873, que le lituanien est finalement et définitivement interdit des écoles.

## Œuvre (sélection)
- (de) Georg Fein (dir.), Woher und wohin?, Strasbourg, G.L. Schuler, 1842
- (de) Bernd Sösemann (dir.) et Albrecht Hoppe, Persönliche Schriften, t. 1 : Die Autobiographischen Fragmente, Cologne, Böhlau, 2006 (ISBN 978-3-412-23305-1)

## Citations
1. ↑  « Durch England wurd ich erst ein Staatsmann »